# FK Jambol
Der FK Jambol 1915 (bulgarisch: ФК Ямбол 1915) ist ein bulgarischer Fußballverein aus Jambol. Er spielte in den 1930er Jahren unter dem Namen Slawa Jambol mehrfach in der Meisterschaftsendrunde und schaffte in den 1970er Jahren für drei Spielzeiten den Sprung in die Parwa liga. 

## Geschichte
Der Verein gründete sich 1915 und erreichte nach Einführung einer Meisterschaft nach dem Beitritt zur FIFA Mitte der 1920er Jahre unter dem Namen Slawa Jambol erstmals 1930 die im Pokalmodus überregional ausgetragene Endrunde. Erstmals erreichte der Klub 1933 das Halbfinale, schied dort aber gegen den späteren Titelträger Lewski Sofia aus. Ab 1936 hieß die Mannschaft Georgi Draschew Kambol, mit neuem Namen reichte es erneut bis ins dieses Mal gegen den späteren Meister Slawia Sofia verlorene Seminfinal. Im Zaren-Pokal erreichte sie 1939 ebenfalls die Vorschlussrunde, erneut kam das Aus gegen den späteren Titelgewinner FD Schipka Sofia. 1945 nahm die Mannschaft als Nikolaj Laskow Jambol letztmals an einer Meisterschaftsendrunde teil.
Bei Einführung der A Grupa 1949 verpasste Nikolaj Laskow Jambol die Teilnahme und spielte zunächst in der ein Jahr später gegründeten landesweiten B Grupa, die in zwei Staffeln ausgetragenen wurde. Hier verpasste sie den Klassenerhalt und trat in den folgenden Jahren hauptsächlich im regionalen Ligabereich an, als Aufsteiger verpasste sie in der Zweitliga-Spielzeit 1956 in der B Grupa den Klassenerhalt. Nach dem erneuten Aufstieg 1962 hielt der Klub sich auf dem zweithöchsten Spielniveau Bulgariens, wo er die Spielzeit 1969/70 als Staffelsieger beendete. Als Erstliga-Neuling erreichte die Mannschaft in der Spielzeit 1970/71 mit dem 13. Tabellenplatz das beste Ergebnis der Vereinsgeschichte. Nachdem in der Folgesaison auf dem letzten Nicht-Abstiegsplatz der Klassenerhalt gelungen war, stieg sie in der Spielzeit 1972/73 gemeinsam mit Schlusslicht Panajot Wolow Schumen ab.
Nach dem Abstieg platzierte sich Nikolaj Laskow Jambol im hinteren Tabellendrittel, mehrfach entging der 1979 in Tundscha Jambol umbenannte Klub nur knapp dem Abstieg. Am Ende der Spieliez 1981/82 wurde die Anzahl der Mannschaften in der Südstaffel reduziert, der Reform fiel auch der Klub zum Opfer und spielte fortan wieder nur drittklassig. 1987 gelang der Wiederaufstieg, dem drei Jahre später der erneute Abstieg folgte. In der Spielzeit 1993/94 gelang dem in FK Jambol umbenannten Klub letztmalig die Rückkehr, die Stippvisite dauerte jedoch nur eine Spielzeit. Seither tritt der Verein auf verschiedenen Liganiveaus im Amateurbereich an.